# Arthur von Bolfras
Arthur Heinrich Bolfras von Ahnenburg, od roku 1904 svobodný pán von Bolfras (16. dubna 1838, Sachsenhausen, Frankfurt nad Mohanem – 19. prosince 1922, Baden) byl rakousko-uherský generál. Jako absolvent vojenské akademie sloužil v c. k. armádě od roku 1858 a v mládí se zúčastnil několika válek. Později vykonával službu štábního důstojníka na různých místech monarchie a postupoval v hodnostech. V letech 1889–1916 byl pobočníkem císaře Františka Josefa a přednostou panovníkovy vojenské kanceláře. V této funkci měl několik desetiletí značný vliv na chod armády až do začátku první světové války. V roce 1916 byl povýšen do hodnosti generálplukovníka a po úmrtí Františka Josefa odešel do penze. V roce 1904 získal šlechtický titul barona a v roce 1917 byl jmenován členem Panské sněmovny.

## Životopis

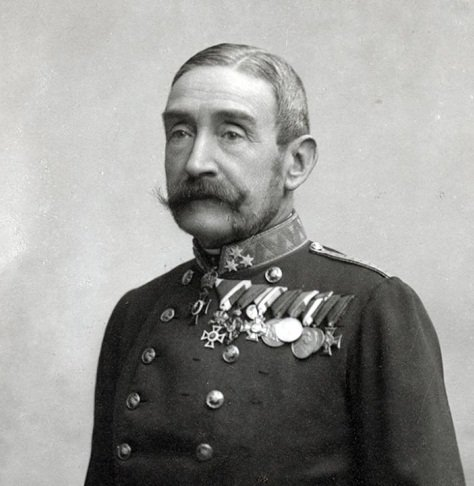
Generál Arthur von Bolfras

Pocházel ze staré měšťanské rodiny ze severního Německa, která je poprvé zmíněna v roce 1430 ve Frankfurtu nad Odrou. Narodil se jako jediný syn c. k. plukovníka Augusta Bolfrase (1801–1870), který byl mimo jiné velitelem proslulého plzeňského 35. pěšího pluku. Arthur studoval v letech 1854–1858 na Tereziánské vojenské akademii ve Vídeňském Novém Městě a v roce 1858 byl jako poručík zařazen k 39. pěšímu pluku v Debrecíně. Ve válce se Sardinií v roce 1859 bojoval v bitvách u Montebella, Melegnana a Solferina. V letech 1860–1862 si doplnil vzdělání na C. k. válečné škole (K.u.K. Kriegsschule) ve Vídni a v hodnosti nadporučíka se stal proviantním důstojníkem u generálního štábu. V roce 1864 byl povýšen na kapitána a v témže roce se oženil s Berthou von Larcher zu Eissegg, dcerou bolzanského patricije Eduarda rytíře von Larcher zu Eissegg. Za prusko-rakouské války v roce 1866 byl důstojníkem generálního štábu při obraně Tyrolska. Později sloužil u různých jednotek v Lublani a Tridentu a od roku 1871 působil jako úředník na ministerstvu války. Mezitím postupoval v hodnostech (major 1876, podplukovník 1878) a v roce 1878 byl štábním důstojníkem 3. armádního sboru během okupace Bosny a Hercegoviny. V květnu 1881 byl jmenován do hodnosti plukovníka u štábu 8. pěší divize v Innsbrucku. V letech 1883–1887 byl náčelníkem štábu 14. armádního sboru v Innsbrucku. K datu 1. května 1887 byl povýšen do hodnosti generálmajora a jmenován velitelem 3. pěší brigády ve Vídni. Na přelomu let 1888–1889 byl velitelem 48. pěší brigády v Přemyšlu.

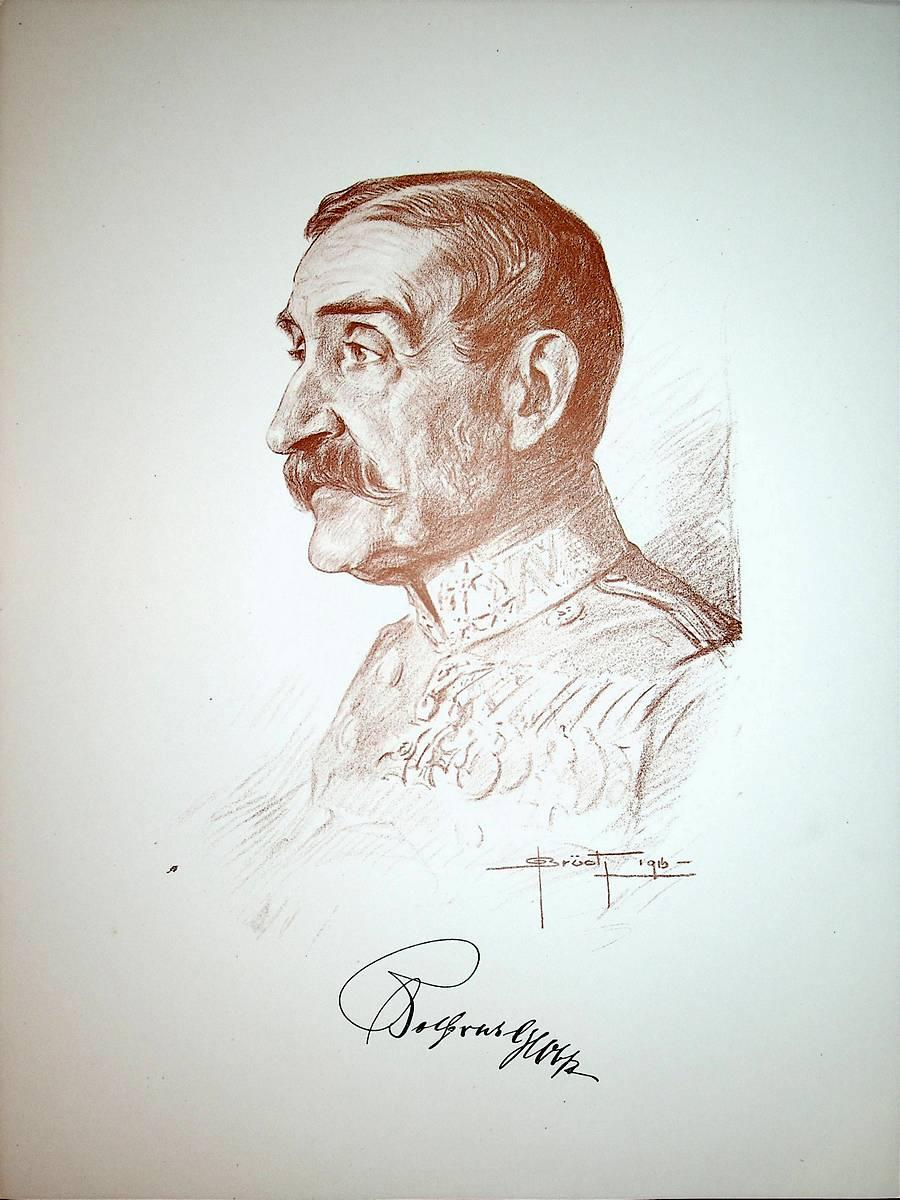
Generál Arthur von Bolfras

Dne 1. března 1889 byl pověřen dočasným vedením císařské vojenské kanceláře. Císař se rychle naučil oceňovat Bolfrasovy schopnosti a nakonec ho 14. května 1889 definitivně jmenoval přednostou vojenské kanceláře (Vorstand der Militärkanzlei des Kaisers) a zároveň generálním pobočníkem. To představovalo mimořádně odpovědnou pozici, k jeho kompetencím patřily návrhy pro jmenování do nejvyšších funkcí v armádě. Bolfras proslul inteligencí, rychlým úsudkem a vynikající znalosti lidské povahy. Uplatnil i jazykové znalosti, kromě němčiny ovládal italštinu a francouzštinu, v omezené míře se uměl domluvit i česky, maďarsky a anglicky. V pozdějších letech se dostával do častých sporů s následníkem trůnu Františkem Ferdinandem, který byl jeho velkým odpůrcem a usiloval o generační obměnu vrchního velení armády (totéž se týkalo dlouholetého náčelníka generálního štábu Friedricha Beck-Rzikowského. Bolfras si nicméně až do konce vlády Františka Josefa udržel značný vliv a i ve vysokém věku byl pověřován důležitými úkoly, například v roce 1911 měl urovnat kompetenční spor mezi náčelníkem generálního štábu Franzem Conradem a ministrem zahraničí Aehrenthalem.
Ve funkci přednosty císařské vojenské kanceláře postupoval v hodnostech, byl povýšen na polního podmaršála (1891) a polního zbrojmistra (1898). Od roku 1908 byla hodnost polního zbrojmistra vyčleněna pouze pro důstojníky dělostřelectva a k datu 15. listopadu 1908 obdržel Bolfras hodnost generála pěchoty. Nakonec byl v roce 1916 povýšen na generálplukovníka. Po úmrtí císaře Františka Josefa byl k datu 5. ledna 1917 na vlastní žádost penzionován.

## Tituly a ocenění
Od narození užíval šlechtický titul s predikátem Edler von Ahnenburg, který získal jeho děd, c. k. podplukovník Friedrich Bolfras (1763–1844) v roce 1824. Jako ředitel císařské vojenské kanceláře obdržel v roce 1891 titul c. k. tajného rady s nárokem na oslovení Excelence. V roce 1904 byl za zásluhy povýšen do stavu svobodných pánů, tehdy upustil od užívání predikátu von Ahnenburg a začal se psát jako von Bolfras. Od roku 1900 byl také mimo jiné čestným majitelem pěšího pluku č. 84 dislokovaného v Kremži. a od roku 1913 byl kancléřem Leopoldova řádu. Po odchodu do výslužby byl v roce 1917 jmenován doživotním členem Panské sněmovny. Během služby v armádě získal vysoká ocenění v Rakousku-Uhersku a vzhledem k dlouholetému působení ve funkci přednosty císařské vojenské kanceláři obdržel i řadu vyznamenání od zahraničních panovníků.

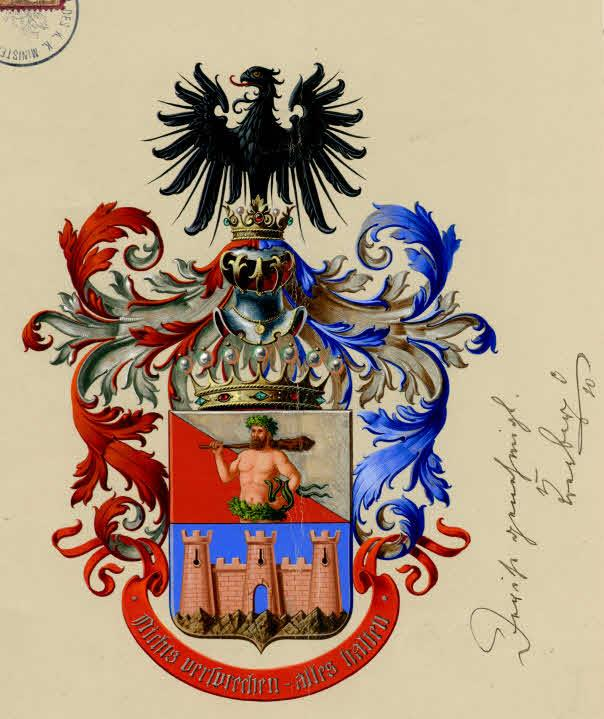
Erb Arthura Bolfrase udělený při povýšení do stavu svobodných pánů (1904)

### Rakousko-Uhersko
- Vojenský záslužný kříž III. třídy s válečnou dekorací (1866)
- Válečná medaile (1874)
- rytířský kříž Řádu Františka Josefa (1875)
- Řád železné koruny III. třídy s válečnou dekorací (1878)
- Služební odznak pro důstojníky III. třídy (1880)
- rytířský kříž Leopoldova řádu (1887)
- komandérský kříž Řádu sv. Štěpána (1892)
- Řád železné koruny I. třídy (1896)
- Jubilejní pamětní medaile (1898)
- Služební odznak pro důstojníky II. třídy (1898)
- velkokříž Leopoldova řádu (1902)
- Vojenský jubilejní kříž (1908)
- Služební odznak pro důstojníky I. třídy (1908)
- velkokříž Řádu svatého Štěpána (1912)
- Bronzová vojenská záslužná medaile (1914)
- Vojenský záslužný kříž I. třídy s válečnou dekorací (1916)
- Zlatá vojenská záslužná medaile (1916)

### Zahraničí
- důstojník Řádu sv. Mořice a Lazara (1879, Itálie)
- důstojník Řádu čestné legie (1882, Francie
- Řád červené orlice II. třídy (1889, Německo)
- Řád lva a slunce I. třídy (1889, Persie)
- Řád pruské koruny I. třídy (1890, Německo)
- velkokříž Řádu Albrechtova (1891, Sasko)
- velkokříž Řádu rumunské koruny (1892, Rumunsko)
- velkokříž Řádu Fridrichova (1893, Württembersko)
- velkokříž Řádu Filipa Velkomyslného (1893, Hesensko)
- velkokříž Vévodského sasko-ernestinského domácího řádu (1894, Sasko)
- velkokříž Řádu Gryfa (1895, Meklenbursko-Zvěřínsko)
- Řád bílého orla (1896, Rusko)
- velkokříž Řádu rumunské hvězdy (1896, Rumunsko)
- Řád Takova I. třídy (1896, Srbsko)
- Řád posvátného pokladu I. třídy (1897, Japonsko)
- Řád siamské koruny I. třídy (1897, Siam)
- velkokříž Záslužného řádu bavorské koruny (1898, Bavorsko)
- Řád sv. Alexandra (1899, Bulharsko)
- Řád bílého orla I. třídy (1900, Srbsko)
- velkokříž Řádu Spasitele (1904, Řecko)
- velkokříž Danebrožského řádu (1904, Dánsko)
- velkokříž Řádu Leopolda (1904, Belgie)
- velkokříž Řádu meče (1904, Švédsko)
- velkokříž Domácího řádu vendické koruny (1904, Meklenbursko)
- velkokříž Královského řádu za občanské zásluhy (1904, Bulharsko)
- Řád knížete Danila I. I. třídy (1905, Černá Hora)
- Řád černé orlice (1906, Německo)
- velkokříž Řádu Karla III. (1906, Španělsko)
- velkokříž Domácího a záslužného řádu vévody Petra Fridricha Ludvíka (1906, Oldenbursko)
- Řád Osmanie I. třídy (1906, Osmanská říše)
- velkokříž Domácího řádu Albrechta Medvěda (1906, Anhaltsko)
- velkokříž Řádu württemberské koruny (1909, Württembersko)
- velkokříž Domácího řádu věrnosti (1909, Bádensko)
- Řád vycházejícího slunce I. třídy (1911, Japonsko)
- Železný kříž II. třídy (1915, Německo)
- Železný kříž I. třídy (1915, Německo)